# اليمين على توجيه الاتهام زورا
اليمين على توجيه الاتهام زورا:
كان يقال لها قديما:Antejuramentum, and præjuramentum, juramentum calumniæ
هو قسم اضطر كل من المتهم والشخص الذي اتهمه إلى اداء اليمين قبل أي محاكمة أو تطهير، وكان الشخص الذي اتهم يقسم بأنه سيحاكم المجرم، وأن يكون المتهم قد أدى اليمين في اليوم الذي سيتعرض فيه لهذه المحنة وإذا فشل المشتكي: فقد تم اعفاء المجرم من الخدمة وإذا فشل المتهم: كان يقصد به أن يكون مذنبا ولم يسمح له بأن يتخلص من المحنة (انظر: القتال، المبارزة، الخ...)